# 시즈키 아미
시즈키 아미(静木 亜美, 1974년 9월 28일 ~ )는 일본의 여성 성우이다. 야마나시현출신이다.원래는 아틀리에 피치 소속이였다.

## 인물
다이너마이트 아미(ダイナマイト・亜美) (다이너마이트 아미, ♡은 작품에 의해서 ☆가 되거나 없거나 한다)라는 이름으로도 활동하고 있다. 성인 게임 중심으로 활동중이다.

## 출연 작품

### OVA
2001년
- Canvas ~세피아색의 모티브~(사기노미야 아이)

### 게임
1997년
- 투희전승 ANGEL EYES PS판 (라이야(미카즈라 라이야), 블랙 라이야, 치비코, 로보 치비코)

1999년
- GREEN ~추공의 스크린~ (히로세 마리코)

2000년
- One Way Love ~민트 이야기~ (민트)
- TWIN WAY ~한 순간의 시간 속에서…~ (키타코우지 미키)
- 퓨어메일 (나가와 미도리) : 다이너마이트 아미 (ダイナマイト♥亜美) 명의
- Canvas ~세피아 색의 모티브~ (사기노미야 아이)
- GREENHORN (히로세 마리코)

2001년
- 에밀리아 (루루)
- Missing Blue (세라, 아이나 와카)
- 마이 페어 엔젤 (에린) : 다이너마이트 아미 (ダイナマイト・亜美) 명의

2002년
- 에벤부르그의 바람 (카트리느) : 다이너마이트 아미 (ダイナマイト・亜美) 명의

2003년
- 하신락 (나츠) : 다이너마이트 아미 (ダイナマイト・亜美) 명의
- LOVERS ~사랑에 빠지면…~ (카와이 리에)

2004년
- 인공소녀2 (B형, AB형) : 다이너마이트 아미 (ダイナマイト亜美) 명의

2005년
- 귀신락 (나츠님)
- 데보의 둥지 (나츠)